# Gran Premio Ciclista La Marsellesa 2013
La 34.ª edición del Gran Premio Ciclista la Marsellesa tuvo lugar el 27 de enero de 2013.
La carrera formó parte del UCI Europe Tour 2013, en categoría 1.1, siendo la primera prueba el calendario. 
El ganador final fue Justin Jules tras ganar en el sprint a Samuel Dumoulin y Thomas Damuseau, respectivamente.

## Equipos participantes
Tomaron parte en la carrera 17 equipos: 6 equipos de categoría UCI ProTeam; 7 de categoría Profesional Continental; y 4 de categoría Continental. 
| N.º     | Cód. UCI | Equipo                           | Categoría               |
| ------- | -------- | -------------------------------- | ----------------------- |
| 1-8     | ALM      | Ag2r La Mondiale                 | UCI ProTeam             |
| 11-18   | FDJ      | FDJ                              | UCI ProTeam             |
| 21-28   | COF      | Cofidis, Solutions Crédits       | Profesional Continental |
| 31-38   | EUC      | Team Europcar                    | Profesional Continental |
| 41-48   | AUB      | BigMat-Auber 93                  | Continental             |
| 51-58   | CRE      | Crelan-Euphony                   | Profesional Continental |
| 61-68   | VCD      | Vacansoleil-DCM Pro Cycling Team | UCI ProTeam             |
| 71-78   | EUS      | Euskaltel Euskadi                | UCI ProTeam             |
| 81-88   | TSV      | Topsport Vlaanderen-Baloise      | Profesional Continental |
| 91-98   | BSE      | Bretagne-Séché Environnement     | Profesional Continental |
| 101-108 | LTB      | Lotto Belisol                    | UCI ProTeam             |
| 111-118 | SOJ      | Saur-Sojasun                     | Profesional Continental |
| 121-128 | AJW      | Accent Jobs-Wanty                | Profesional Continental |
| 131-138 | RLM      | Roubaix Lille Métropole          | Continental             |
| 141-148 | LPM      | La Pomme Marseille               | Continental             |
| 151-158 | SKT      | An Post-ChainReaction            | Continental             |
| 161-168 | ARG      | Team Argos-Shimano               | UCI ProTeam             |

## Clasificación final
| \| Posición \| Ciclista \| Equipo \| Tiempo \| \| -------- \| -------------------- \| --------------------------- \| --------------- \| \| 1. \| Justin Jules \| La Pomme Marseille \| 3 h 40 min 05 s \| \| 2. \| Samuel Dumoulin \| Ag2r La Mondiale \| m.t. \| \| 3. \| Thomas Damuseau \| Argos-Shimano \| m.t. \| \| 4. \| Anthony Roux \| FDJ \| m.t. \| \| 5. \| Sander Armée \| Topsport Vlaanderen-Baloise \| m.t. \| \| 6. \| Maxime Bouet \| Ag2r La Mondiale \| m.t. \| \| 7. \| Maxime Vantomme \| Crelan-Euphony \| m.t. \| \| 8. \| Warren Barguil \| Argos-Shimano \| m.t. \| \| 9. \| Björn Leukemans \| Vacansoleil-DCM \| m.t. \| \| 10. \| Pieter Vanspeybrouck \| Topsport Vlaanderen-Baloise \| m.t. \| |                      |                             |                 |
| Posición | Ciclista             | Equipo                      | Tiempo          |
| 1. | Justin Jules         | La Pomme Marseille          | 3 h 40 min 05 s |
| 2. | Samuel Dumoulin      | Ag2r La Mondiale            | m.t.            |
| 3. | Thomas Damuseau      | Argos-Shimano               | m.t.            |
| 4. | Anthony Roux         | FDJ                         | m.t.            |
| 5. | Sander Armée         | Topsport Vlaanderen-Baloise | m.t.            |
| 6. | Maxime Bouet         | Ag2r La Mondiale            | m.t.            |
| 7. | Maxime Vantomme      | Crelan-Euphony              | m.t.            |
| 8. | Warren Barguil       | Argos-Shimano               | m.t.            |
| 9. | Björn Leukemans      | Vacansoleil-DCM             | m.t.            |
| 10. | Pieter Vanspeybrouck | Topsport Vlaanderen-Baloise | m.t.            |